# Robert Ceneau

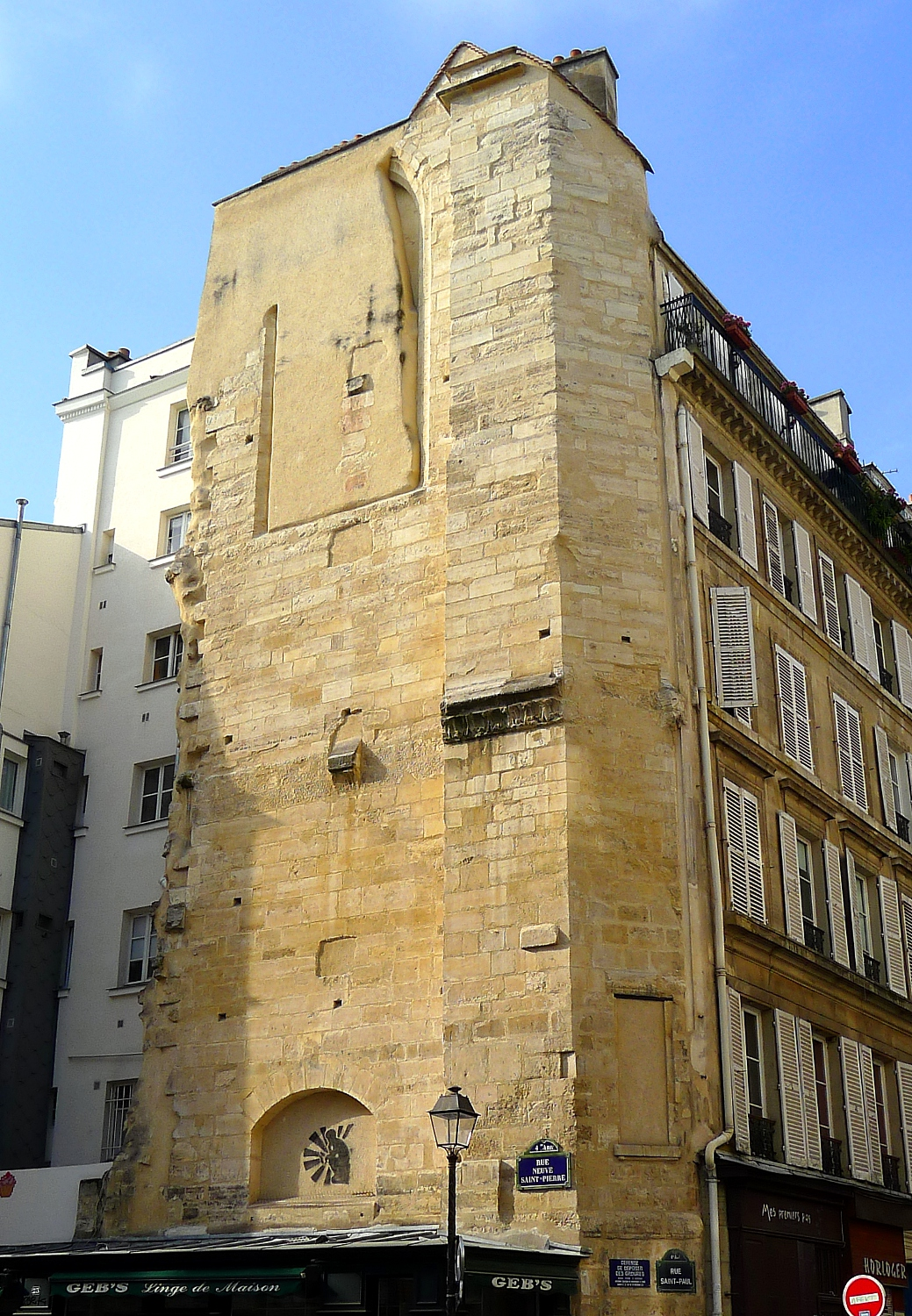
Rare vestige de l'église Saint-Paul à Paris qui abritait le tombeau de l'évêque Robert Ceneau.

Robert Ceneau, ou Cénalis, né en 1483 à Paris et mort le 7 avril 1560 à Paris, est un prélat français du XVIe siècle.

## Biographie
Robert Ceneau étudie la théologie  à l'université de Paris et  enseigne au collège de  Montaigu, où il a comme collègues Jean Standonck, Noël Béda et John Mair. C'est un protégé de Louise de Savoie et il est nommé son aumônier et chanoine à Soissons. Il est successivement chanoine à Bayeux,  évêque de Vence, trésorier de la Sainte-Chapelle, évêque de Riez et enfin d'Avranches en 1533. C'est un des plus savants hommes de son temps, aussi bien dans la théologie que dans l'histoire sacrée et profane. 
Robert Ceneau meurt le 27 avril 1560 et est inhumé dans le chœur de l'église Saint-Paul à Paris, où son tombeau de marbre noir est alors élevé avec une statue de cuivre qui le représentait en évêque. La paroisse Saint-Paul fut supprimée en 1793. De son église, saisie comme bien national, vendue en 1796 pour la récupération de matériaux et entièrement démolie jusqu'en 1799, subsiste une partie d'un pan de mur adossé au mur pignon d'une maison située à l'angle des rues Saint-Paul et Neuve-Saint-Pierre dans l'actuel 4ème arrondissement de Paris. 

## Œuvre
Il écrit un grand nombre d'ouvrages, notamment sur l'histoire de la France et de la Normandie. Il préconise notamment l'unification des mesures françaises dans De liquidorum leguminumque mensuris, et il polémique contre le réformateur Bucer dans Defensio ... adversus ...  criminationem...R.P. Roberti episcopi Abrincensis. 
Ses autres ouvrages sont : Nomina insigniorum Galliœ locorum,  Chronographia Galliœ, Hierarchia Galliœ, De cœli solique,  Gallici ralione, Anthropologia Gallici principatus, Hierarchia Neustriœ, Hierarchia Arboretana et Constitutiones synodales Abrincensis diœcesis.

### Sources et bibliographie
- L'ancienne église de France. Province ecclésiastique de Rouen, 1866.
- Contempories of Erasmus, 1985.